# Авксентий (Маринес)
Митрополи́т Авксе́нтий II (в миру Хри́стос Мари́нес, греч. Χρήστος Μαρίνης; род. 1961 году, остров Эгина, Греция) — епископ неканонической юрисдикции — сначала Церкви истинно-православных христиан Греции, являлся её первоиерархом, митрополитом Афин и всея Эллады, а с 2021 — Украинской православной церкви Киевского патриархата, как митрополит Херсонесский и Эгинский.

## Биография
Христос Маринес родился в 1961 году на греческом острове Эгина. После окончания начальной школы обучался в церковных школах Корнифа и Афин. Будучи сторонником флоринитского Синода Церкви ИПХ Греции, в 1984 году он принял пострижение в монашество с именем Авксентий. В том же году Председателем флоринитского Синода архиепископом Афинским и всея Эллады Авксентием (Пастрасом) монах Авксентий (Маринес) был рукоположён во иеродиакона. Через год он был возведён в сан архидиакона и направлен на послушание в резиденцию архиепископа Афинского Авксентия (Пастраса).
В 1985 году митрополит Американский Паисий (Лулургас) рукоположил архидиакона Авксения (Маринеса) в сан пресвитера. В том же году иеромонах Авксентий был возведён в сан архимандрита. Приходское служение проходил в храме Агии Анаргири, а также являлся настоятелем малочисленного монастыря святого Киприана Эгинского на острове Эгина.
Во время раскола, произошедшего во флоринитском Синоде в 1985 году, архимандрит Авксентий поддержал позицию архиепископа Афинского и всея Эллады Авксентия (Пастраса), образовавшего новую неканоническую религиозную организацию, известную как Авксентьевский Синод Церкви ИПХ Греции.
В авксентьевском Синоде архимандрит Авксений (Маринес) был назначен секретарём новоучрежденной Эгинской епархии.

### Архиерейство

#### В составе Авксентьевского Синода Церкви ИПХ Греции
В мае 1996 года архимандрит Авксений (Маринес) был рукоположён во епископа Эгинского. В его архиерейской хиротонии принимали участие: первоиерарх Авксентий (Пастрас), митрополит Афинский и всея Эллады, председатель Авксентьевского Синода Церкви ИПХ Греции, архиепископ Кефалонийский Максим (Валлианатос) и Димитрий (Биффис), епископ Конданский.
6 декабря 2002 году митрополит Эгинский Авксений (Маринес) был избран председателем Авксентьевского Синода Церкви ИПХ Греции.
На 2008 год положение синода стабилизировалось (некоторое время не было никаких потрясений), каждый епископ окормляет по несколько приходов, имеются монастыри.
24 октября 2009 в юрисдикцию Синода были приняты пять приходов в Австралии, в феврале 2010 для этих восьми приходов, образовали отдельную Австралийскую епархию.
15/28 февраля 2010 года состоялась  архиерейская хиротония архимандрита Иакова (Яннакиса) в епископа Аделаидского. В ней приняли участие: первоиерарх митрополит Афин и всея Эллады Авксентий (Маринес), митрополит Литисский и Рендинисский Феофил (Карипис), митрополит Месогейский Филофей (Кинигалакис), митрополит Саламинский Нектарий (Дзимас) и митрополит Талантийский и Локридский Герасим (Михелис).
В 2012 году часть приходов покинула авксентьевскую юрисдикцию, часть продолжила самостоятельное существование, оставшиеся приходы Авксентьевского Синода были переведены в непосредственное подчинение председателя Синода Церкви истинно-православных христиан Греции.
Епископ Иаков (Яннакис) собрал Синод, на котором было рассмотрено прошение архиепископа Авксентия с просьбой отправить его на покой. Решением Синода Авксентий (Маринес) был отправлен на покой, председателем Синода был избран епископ Иаков (Яннакис).
8 августа 2012 года епископ Иаков (Яннакис) был избран предстоятелем данного Синода с титулом архиепископ Афинский и Греческий.
6 декабря 2012 года решением Синода архиепископ Иаков (Яннакис) был избран первоиерархом Церкви истинно-православных христиан Греции и возведён в достоинство митрополита Афин и всея Греции.

#### В составе Украинской православной церкви Киевского патриархата
Оставил эту юрисдикцию, и 10 октября 2021 года сослужил литургию с патриархом Филаретом из возобновлённой Украинской православной церкви Киевского патриархата. А 23 октября 2021 года был принят в состав УПЦ КП как епархиальный митрополит Херсонесский и Эгинский.